# Мухова, Каролина
Каролина Мухова (чеш. Karolína Muchová, род. 21 августа 1996, Оломоуц, Чехия) — чешская теннисистка; финалистка одного турнира Большого шлема в одиночном разряде (Открытый чемпионат Франции-2023); победительница одного турнира WTA в одиночном разряде.

## Общая биография
Мухова начала играть в теннис в возрасте семи лет, вместе с отцом Йозефом Мухой (бывший профессиональный футболист). 
Любимые покрытие — грунт; кумиром в детстве в теннисе был Роджер Федерер.

## Спортивная карьера
В 2014 году она победила на турнире ITF в Словакии, а в 2016 году на турнире в Египте.
Каролина дебютировала на турнирах WTA на Открытом чемпионате 2017 года в Корее.
В августе 2018 года она сумела пройти отбор к Открытому чемпионату США по теннису, и в основной сетке преодолела барьер первого круга в лице украинской спортсменки Даяны Ястремской (6:4, 6:2). Во втором круге она встречалась с испанкой Мугурусой, и неожиданно одержала победу, обеспечив себе выход в третий круг.
В январе 2019 года пробилась через квалификацию на Открытый чемпионат Австралии, но потерпела поражение в первом же круге основной сетки от будущей полуфиналистки, Каролины Плишковой. В феврале 2019 года выиграла три квалификационных матча в основную сетку Открытого чемпионата Катара. В основной сетке обыграла в первом раунде Саманту Стосур со счётом 6-4, 6-2. Во втором раунде обыграла Се Шувэй со счётом 6-2, 6-4. В четвертьфинале встречалась с украинкой Элиной Свитолиной, которая обыграла Каролину со счётом 6-4, 6-2.
В апреле — мае 2019 года Каролина участвовала в J&T Banka Prague Open, где дошла до финала, но проиграла пробившейся через квалификацию теннисистке из Швейцарии Джил Тайхманн в очень упорном трёхсетовом поединке. Первый сет борьба шла до последнего гейма, в итоге всё решилось на тай брейке, где удача была на стороне швейцарки 7-6(5). Однако во втором сете Мухова поняла, что отступать некуда и отдала все силы для победы, что принесло свои плоды: она выиграла сет со счётом 6-3. В третьем сете также шла упорная борьба, но в итоге сильнее оказалась Тайхманн и выиграла 6-4, что принесло ей первый титул турнира WTA в карьере.
В июле на Уимблдонском турнире 2019 Каролина обыграла по очереди Александру Крунич, Мэдисон Бренгл и Анетт Контавейт в первых трёх кругах соответственно. Всех обыграла со счётом 2-0 по сетам. В четвёртом круге Мухова попала на соотечественницу и тёзку — Плишкову. Это стала настоящая битва, продолжавшаяся почти три с половиной часа, из которой победительницей вышла Мухова. Сделав брейк в решающем третьем сете и выиграв встречу со счётом 4-6, 7-5, 13-11.
На Открытом чемпионате США 2019 года проиграла в третьем раунде американке Серене Уильямс в двух сетах.
На Открытом чемпионате Австралии 2021 года обыграла в 1/4 финала первую сеянную Эшли Барти, но в полуфинале уступила Дженнифер Брэди в трёх сетах.
На Открытом чемпионате Франции 2023 года дошла до финала в одиночном разряде, будучи несеянной. В первом круге Мухова победила в двух сетях 8-ю сеянную Марию Саккари. В третьем круге Мухова обыграла 27-ю сеянную Ирину-Камелию Бегу (6-3, 6-2). В полуфинале Мухова сенсационно победила вторую сеянную Арину Соболенко со счётом 7-6(5), 6-7(5), 7-5. Для Муховой это был первый с 2019 года финал любого турнира WTA. В финале Мухова уступила первой ракетке мира Иге Свёнтек со счётом 2-6, 7-5, 4-6.
На Открытом чемпионате США 2023 года была посеяна под 10-м номером и дошла до полуфинала, где проиграла будущей чемпионке Кори Гауфф (4-6, 5-7).

## Итоговое место в рейтинге WTA по годам
| Год  | Одиночный рейтинг | Парный рейтинг |
| 2023 | 8                 | 566            |
| 2022 | 149               | 498            |
| 2021 | 32                | 316            |
| 2020 | 27                | 367            |
| 2019 | 21                | 433            |
| 2018 | 145               | 877            |
| 2017 | 272               | 700            |
| 2016 | 208               | 531            |
| 2015 | 419               | 608            |
| 2014 | 733               | 846            |

## Выступление на турнирах

### Финалы турниров Большого шлема в одиночном разряде (1)

#### Поражение (1)
| №  | Год  | Турнир                     | Покрытие | Соперница в финале | Счёт        |
| 1. | 2023 | Открытый чемпионат Франции | Грунт    | Ига Свёнтек        | 2-6 7-5 4-6 |

### Финалы турнировWTAв одиночном разряде (6)

#### Победа (1)
| Легенда:                    |
| --------------------------- |
| Турниры Большого шлема (0)* |
| Олимпиада (0)               |
| Итоговый турнир WTA (0)     |
| Premier 5 / WTA 1000 (0)    |
| Premier / WTA 500 (0)       |
| International / WTA 250 (1) |

| Титулы по покрытиям | Титулы по месту проведения матчей турнира |
| ------------------- | ----------------------------------------- |
| Хард (1)*           | Зал (0)                                   |
| Грунт (0)           | Зал (0)                                   |
| Трава (0)           | Открытый воздух (1)                       |
| Ковёр (0)           | Открытый воздух (1)                       |

* количество побед в одиночном разряде.
| №  | Дата             | Турнир            | Покрытие | Соперница в финале | Счёт    |
| 1. | 22 сентября 2019 | Сеул, Южная Корея | Хард     | Магда Линетт       | 6-1 6-1 |

#### Поражения (5)
| №  | Дата            | Турнир                     | Покрытие | Соперница в финале | Счёт           |
| 1. | 4 мая 2019      | Прага, Чехия               | Грунт    | Джил Тайхман       | 6-7(5) 6-3 4-6 |
| 2. | 10 июня 2023    | Открытый чемпионат Франции | Грунт    | Ига Свёнтек        | 2-6 7-5 4-6    |
| 3. | 20 августа 2023 | Цинциннати, США            | Хард     | Кори Гауфф         | 3-6 4-6        |
| 4. | 21 июля 2024    | Палермо, Италия            | Грунт    | Чжэн Циньвэнь      | 4-6 6-4 2-6    |
| 5. | 6 октября 2024  | Пекин, Китай               | Хард     | Кори Гауфф         | 1-6 3-6        |

## Примечание
1. 1 2 3 4 5  сайт WTA
2. 1 2  Биография на сайте WTA. Дата обращения: 8 октября 2024. Архивировано 8 октября 2024 года.
3. ↑  Мухова - Плишкова Кар. (0:2) 15 января. WTA. 2019. Australian Open. Протокол матча. news.sportbox.ru. Дата обращения: 21 октября 2019. Архивировано 22 октября 2019 года.
4. ↑  Свитолина стала первой полуфиналисткой турнира в Дохе. www.championat.com. Дата обращения: 21 октября 2019. Архивировано 21 октября 2019 года.
5. ↑  Теннис. Мухова выбила с Уимблдона Плишкову. news.sportbox.ru (8 июля 2019). Дата обращения: 21 октября 2019. Архивировано 22 октября 2019 года.